# Megaphorus pulchrus
Megaphorus pulchrus är en tvåvingeart som först beskrevs av Pritchard 1935.  Megaphorus pulchrus ingår i släktet Megaphorus och familjen rovflugor. Inga underarter finns listade i Catalogue of Life.